# J. B. Pritzker
J. B. Pritzker (hay Jay Robert "J. B." Pritzker, sinh ngày 19 tháng 1 năm 1965) là một doanh nhân, luật gia, nhà từ thiện và chính trị gia người Mỹ gốc Do Thái của Hoa Kỳ. Ông hiện là Thống đốc thứ 43 của tiểu bang Illinois từ năm 2019. Là Đảng viên Đảng Dân chủ, Tiến sĩ Luật, chính trị gia tự do, ông ủng hộ trường phái tự do xã hội và các nhà chính trị Barack Obama, Hillary Clinton, Joe Biden trong các kỳ tổng tuyển cử Tổng thống. Tại Illinois, ông thực hiện các chính sách tập trung vào ngân sách tiểu bang, công bằng thuế, xây dựng tái thiết cơ sở hạ tầng, giáo dục công lập, hỗ trợ người lao động nhằm giữ vững vị thế của Illinois; đảm bảo và gia tăng quyền của người LGBT, người phụ nữ.
J. B. Pritzker hoạt động đồng thời trong chính trị, xã hội và kinh doanh. Ông thuộc gia tộc Pritzker có vị thế lâu dài ở Hoa Kỳ, nổi tiếng sở hữu chuỗi khách sạn Hyatt, gia tộc thành lập và điều hành Giải thưởng kiến trúc Pritzker cao quý hàng đầu thế giới về kiến trúc; là chủ doanh nghiệp tư nhân có trụ sở tại Chicago, đồng thời là nhân vật quản lý và đồng sáng lập của Pritzker Group. Ông có tài sản ròng cá nhân ước tính là 3,5 tỷ USD. Ông và gia đình tham gia tích cực trong các hoạt động thiện nguyện, giúp đỡ trẻ em cùng cơ sở giáo dục trong và ngoài nước Mỹ.

## Xuất thân, giáo dục
J. B. Pritzker sinh ra và lớn lên ở Atherton, San Mateo, California, là thành viên của gia đình Pritzker, một gia đình Do Thái nổi tiếng trong lĩnh vực kinh doanh và từ thiện vào cuối thế kỷ 20. Gia đình Pritzker liên tục được xướng tên ở vị trí cao trong danh sách các Gia đình giàu nhất nước Mỹ của Forbes kể từ khi thành lập năm 1982. Ông là một trong ba người con của Sue (nhũ danh Sandel) và Donald Pritzker, với chị cả là Penny Pritzker, cựu Bộ trưởng Thương mại Hoa Kỳ, và anh trai là doanh nhân Anthony Pritzker. Tên của ông được đặt theo tên hai người bác, tức anh trai của bố mình là Jay Pritzker và Robert Pritzker. Ông nội của ông là Abe Pritzker, là một luật sư kinh doanh. Thời trung học, ông học trường nội trú Massachusetts Academy Milton ở Norfolk, Massachusetts, và sau đó theo học, tốt nghiệp Đại học Duke ở Durham, Bắc Carolina với bằng Cử nhân Nghệ thuật (BA) chuyên ngành Khoa học chính trị. J. B. Pritzker tiếp tục lấy bằng Tiến sĩ Luật (JD) của Trường Luật Đại học Northwestern ở Evanston, Illinois. Ông là luật sư và là thành viên của Hiệp hội Luật sư tiểu bang Illinois và Hiệp hội Luật sư Chicago.

## Thời kỳ đầu
Tại thời kỳ đầu, J. B. Pritzker tham nhiều hoạt động trong xã hội Hoa Kỳ với vai trò là luật gia, nhà kinh doanh và chính trị gia. Trong lĩnh vực kinh doanh, ông từng là Chủ tịch ChicagoNEXT, Hội đồng về đổi mới và công nghệ của Thị trưởng Chicago Rahm Emanuel; ông thành lập Công ty 1871, một tổ chức khởi nghiệp kỹ thuật số phi lợi nhuận được đặt tên theo năm của sự kiện Đại hỏa hoạn Chicago trong lịch sử. Ông đóng một vai trò quan trọng trong việc thành lập Hiệp hội Đầu tư Mạo hiểm Illinois (Illinois Venture Capital Association) và Trung tâm Doanh nhân Chicagoland (Chicagoland Entrepreneurial Center). Ông cũng đồng sáng lập Chicago Ventures và tài trợ cho công ty khởi nghiệp Techstars Chicago. Cùng với anh trai Tony Pritzker, ông là đồng sáng lập Pritzker Group Private Capital, công ty sở hữu và điều hành các doanh nghiệp vừa. Tổ chức này bao gồm một nhóm các công ty đang phát triển như PECO Pallet, Clinical Innovations. Năm 2008, ông đã được trao Entrepreneurial Champion Award về nhà kinh doanh giỏi do Phòng Thương mại Chicagoland trao tặng cho những nỗ lực thúc đẩy phát triển kinh tế và tạo việc làm ở Chicago.
Sau khi tốt nghiệp đại học, J. B. Pritzker vừa tham gia hoạt động kinh doanh cùng gia đình Pritzker, vừa tham gia hoạt động chính trị. Ông gia nhập Đảng Dân chủ, tham gia sáng lập Democratic Leadership 21st vào năm 1991, một tổ chức quốc gia chuyên vận động cử tri dưới 40 tuổi đến với Đảng Dân chủ. Ở thời thanh niên, ông cũng từng hoạt động phục vụ công tác chính trị cho các chính trị gia tại Washington, DC gồm Thượng nghị sĩ Terry Sanford, Thượng nghị sĩ Alan J. Dixon, Hạ nghị sĩ Tom Lantos, phụ trách trợ lý và xử lý nhiều vấn đề quốc tế. Năm 2008, trong Bầu cử Tổng thống, J. B. Pritzker là đồng Chủ tịch trong chiến dịch tranh cử nội bộ Đảng Dân chủ của Hillary Clinton. Ông là đại biểu của Đại hội Đảng Dân chủ toàn quốc năm 2008 và 2016 cho các đợt thống nhất ứng cử viên của Đảng. Cùng trong năm 2008, Barack Obama trở thành người được chọn của Đảng Dân chủ, chiến dịch tranh cử nội bộ kết thúc, ông chuyển sang ủng hộ Barack Obama trong cuộc tổng tuyển cử Tổng thống Hoa Kỳ, thực hiện việc chuyển chiến dịch ủng hộ phân tách giữa Hillary Clinton cùng Barack Obama ở Illinois thống nhất lại với nhau.

## Thống đốc Illinois

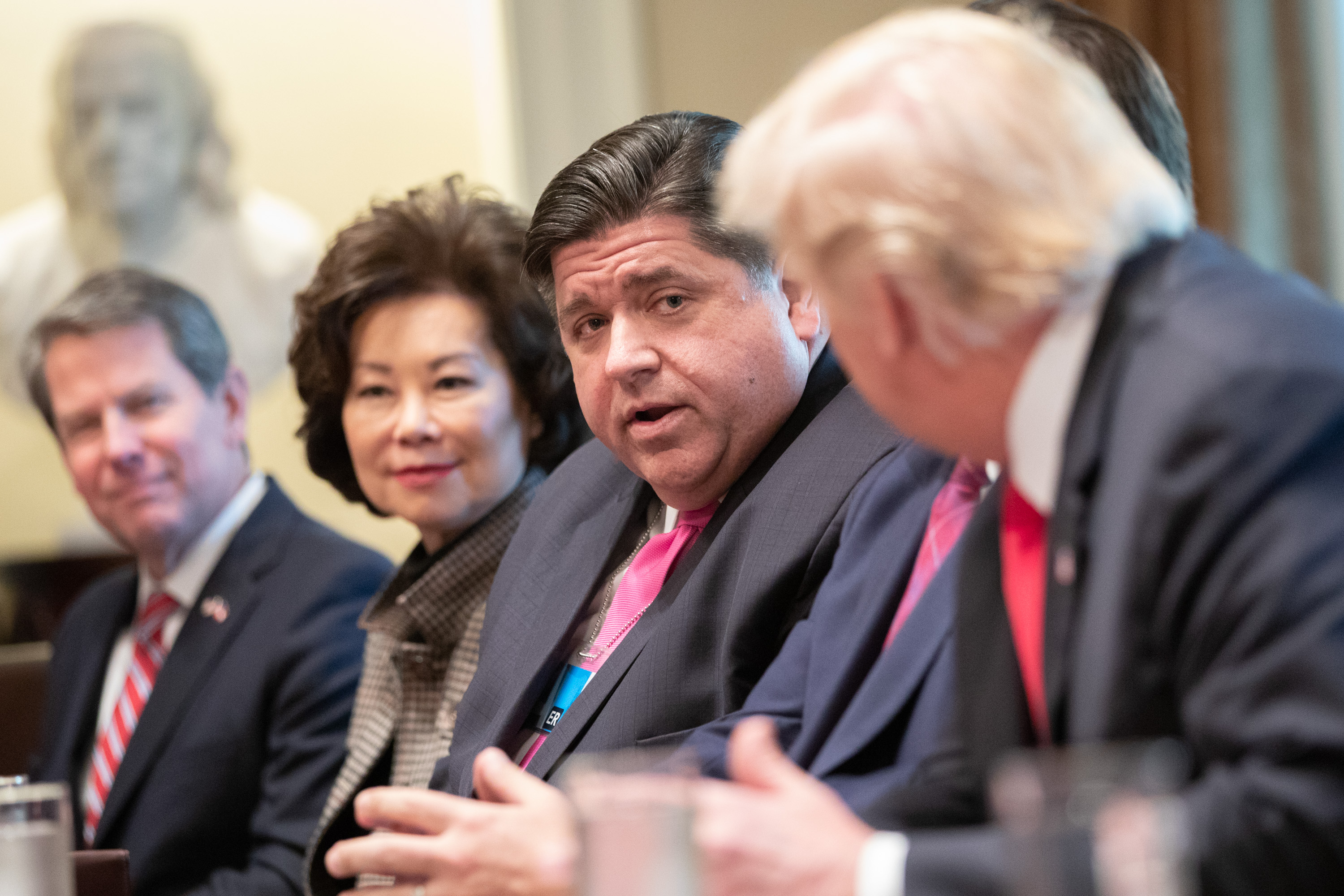
Tổng thống Donald Trump gặp gỡ các Thống đốc đắc cử cuối năm 2018.

Vào ngày 20 tháng 3 năm 2018, J. B. Pritzker đã giành chiến thắng trong cuộc bầu cử sơ bộ của Đảng Dân chủ, đánh bại từng đối thủ chính của mình hơn 20%. Trong cuộc tổng tuyển cử tháng 11, ông đã đánh bại Thống đốc đương nhiệm của Đảng Cộng hòa là Bruce Rauner với 54% phiếu bầu, trong khi Bruce Rauner nhận được 39%. J. B. Pritzker đã giành chiến thắng với cách biệt lớn nhất trong một cuộc đua tổng tuyển cử Illinois kể từ năm 1994. Tổng cộng, ông đã chi 171,5 triệu USD vào chiến dịch của mình, chủ yếu là tiếp cận kỹ thuật số, quảng cáo truyền hình và nhân viên. Ngày 14 tháng 1 năm 2019, J. B. Pritzker tuyên thệ nhậm chức Thống đốc thứ 43 của tiểu bang Illinois. Trong nhiệm kỳ của mình, ông đã có nhiều hoạt động đối với tiểu bang.

### Ngân sách tiểu bang
Về ngân sách tiểu bang: vào ngày 05 tháng 6 năm 2019, J. B. Pritzker đã ký ngân sách cân bằng cho lưỡng Đảng trị giá 40 tỷ USD cho năm tài chính 2019 – 2020. Ngân sách này bao gồm nhiều vấn đề như 29 triệu USD tài trợ bổ sung cho các nỗ lực khuyến khích sự tham gia vào điều tra dân số Hoa Kỳ; tăng chi tiêu công sẽ được trả bằng việc tăng thuế. Thêm một dự luật riêng do Thống đốc ký áp đặt thuế bán hàng từ các nhà bán lẻ trực tuyến, thuế đối với các công ty bảo hiểm và tách thuế thu nhập của bang Illinois từ việc cắt giảm thuế liên bang đối với các công ty mang lại lợi nhuận nước ngoài của họ cho Hoa Kỳ. Ngân sách này bỏ qua bất kỳ doanh thu tiềm năng nào có thể được thu thập từ việc hợp pháp hóa cần sa giải trí. Ngoài ra, những người nợ thuế từ ngày 30 tháng 6 năm 2011 đến ngày 01 tháng 7 năm 2018 sẽ có thể tận dụng chương trình ân xá thuế cho phép họ thanh toán mà không bị phạt.

#### Giáo dục
Bang Illinois cho phép chi tiêu nhiều hơn cho giáo dục, bao gồm các trường phổ thông, cao đẳng cộng đồng và đại học bang. Tài trợ cho các trường phổ thông sẽ tăng gần 379 triệu USD, nhiều hơn năm trước. Bang tài trợ cho các trường cao đẳng cộng đồng sẽ tăng thêm 14 triệu USD, cho các trường đại học công là 53 triệu USD. Kế hoạch vốn tái xây dựng Illinois 2019 chi 3,2 tỷ USD cho các trường cao đẳng và đại học công lập trong thời gian sáu năm. Trong nhiều năm, các cơ sở giáo dục đại học công lập ở Illinois đã phải vật lộn về tài chính và vận động để tăng tài trợ mà không đạt được nhiều thành công. Việc cắt giảm ngân sách và chi phí tăng cao đã khiến người dân Illinois rời khỏi tiểu bang. Học phí, tiền ăn ở hầu như đã tăng gấp đôi ở mọi trường cao đẳng hoặc đại học của bang kể từ năm học 2003 – 2004. Theo Ủy ban Giáo dục Đại học Illinois, trong năm 2017, 48,4% học sinh tốt nghiệp trung học công lập của Illinois tiếp tục theo học tại các cơ sở ngoài tiểu bang. Con số đó là 46,6% vào năm 2016 và 29,3% vào năm 2002. Hơn nữa, dữ liệu cho thấy người dân Illinois không chỉ chọn các trường cao đẳng và đại học từ các bang lân cận như Iowa và Indiana, mà còn cả những bang xa như Alabama và Utah, bị thu hút bởi các gói hỗ trợ tài chính và học bổng. Từ 2019, một số trường cao đẳng và đại học của tiểu bang được xây dựng trong tuyến có thêm kinh phí để khôi phục giáo dục Illinois.
| Tên trường                                                           | Tổng kinh phí bổ sung | Đại học khác                    | Kinh phí bổ sung |
| -------------------------------------------------------------------- | --------------------- | ------------------------------- | ---------------- |
| Hệ thống Đại học Illinois (Chicago, Urbana-Champaign và Springfield) | 1.314.900.000 USD     | Đại học bang Illinois           | 199.300.000 USD  |
| Đại học Đông Illinois                                                | 72.700.000 USD        | Đại học Northeastern Illinois   | 78.200.000 USD   |
| Đại học Bắc Illinois                                                 | 217.600.000 USD       | Đại học Thống đốc bang Illinois | 55.900.000 USD   |
| Đại học Nam Illinois                                                 | 475.600.000 USD       | Đại học Chicago State           | 86.400.000 USD   |
| Đại học Tây Illinois                                                 | 173.000.000 USD       |                                 |                  |

Ngoài ra, các trường cao đẳng cộng đồng trên toàn tiểu bang sẽ nhận được tổng cộng 1.032.800.000 USD. J. B. Pritzker đã thành lập các nhóm College Student Credit Card Marketing và Debt Task Force (House Bill 1581), với nhiệm vụ tìm cách giúp sinh viên giảm nợ thẻ tín dụng sau khi tốt nghiệp tại một cơ sở giáo dục đại học trong tiểu bang. Ông cũng đã tạo ra một chương trình đào tạo việc làm cho các trường cao đẳng cộng đồng sẽ được tài trợ dựa trên tỷ lệ sinh viên có thu nhập thấp theo học. Ông ký dự luật yêu cầu các trường đại học tiểu bang báo cáo những vấn đề về học phí của sinh viên do Hội đồng Giáo dục Đại học Illinois kiểm soát, nhằm tăng tính minh bạch trong chi phí giáo dục đại học.

#### Cơ sở hạ tầng

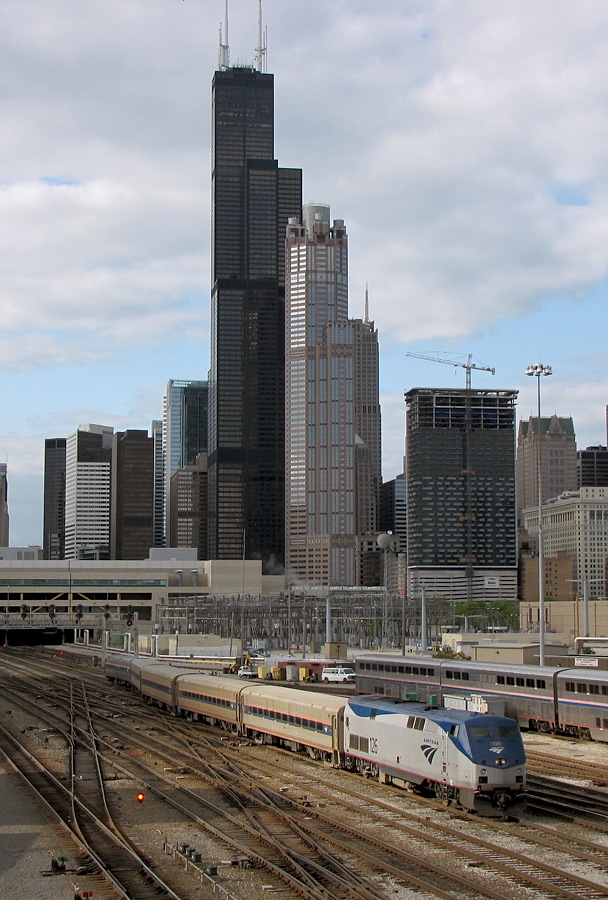
Một khu vực được đầu tư cơ sở hạ tầng ở Illinois.

Vào cuối tháng 6 năm 2019, J. B. Pritzker đã ký dự luật vốn lưỡng Đảng có tên là Rebuild Illinois, trị giá 45 tỷ USD sẽ được chi trong sáu năm và ước tính tạo ra 540.000 việc làm. Đây là dự luật chi tiêu vốn đầu tiên ở Illinois trong 10 năm. Kế hoạch này bao gồm 33,2 tỷ USD cho các dự án giao thông: 25 tỷ USD cho việc nâng cấp đường trên toàn tiểu bang; 3,5 tỷ USD cho các trường học và đại học công và tư; 1,0 tỷ USD cho bảo vệ môi trường; 420 triệu USD cho việc mở rộng dịch vụ Internet băng thông rộng đến vùng nông thôn Illinois; 465 triệu USD cho các cơ sở chăm sóc sức khỏe và dịch vụ con người; và 1,8 tỷ USD cho thư viện, bảo tàng và các doanh nghiệp nhỏ. Nguồn tài chính cho kế hoạch này sẽ đến từ nhiều nguồn, trong đó chủ yếu là thuế. Thuế khí đốt tăng từ 19 xu/gallon lên 38 xu; thuế nhiên liệu đặc biệt đối với dầu diesel, khí tự nhiên hóa lỏng và propan tăng lên 7,5 xu/gallon; thuế nhiên liệu sẽ được tính theo lạm phát; phí đăng ký xe tăng 50 USD. Chi tiêu cho giao thông vận tải bao gồm tiền cho các phương tiện giao thông công cộng và đường dành cho người đi bộ. Một số dự án lớn là tái thiết và nâng cao năng lực của đường cao tốc Kennedy (561 triệu USD), mở rộng tuyến Amtrak giữa Chicago và Rockford (275 triệu USD), nâng cấp tuyến xe buýt ngoại ô (220 triệu USD). Dự luật lưỡng Đảng Rebuild Illinois xoay quanh gia tăng chi tiêu đi đôi với tăng thuế, được ông giải thích biện minh cho rằng Illinois đã không có kế hoạch cơ sở hạ tầng lớn trong hai thập kỷ và khẳng định rằng cơ sở hạ tầng được cải thiện sẽ giúp bang tiếp tục đảm bảo an sinh xã hội và kinh tế.

### Vấn đề kinh tế

#### Thuế
Cùng với ngân sách tiểu bang 2019 – 2020, J. B. Pritzker cũng ký đạo luật Fair Tax về thuế thu nhập cá nhân. Ông hứa rằng thuế thu nhập sẽ không tăng đối với những cư dân Illinois kiếm được 250.000 USD/một năm hoặc ít hơn, tức là bằng 97% người lao động của tiểu bang. Nhóm chính trị của ông cho biết thay đổi luật thuế thu nhập là bước đầu tiên hướng tới một cuộc cải cách thuế toàn diện ở Illinois. Các mức thuế thu nhập được đề xuất theo luật Fair Tax như sau:
| Thu nhập chịu thuế đơn    | Thuế suất cận biên từ 2019 | Thuế suất biên đề xuất (dành cho thu nhập đơn) | Thuế suất biên đề xuất (dành cho hộ gia đình) |
| ------------------------- | -------------------------- | ---------------------------------------------- | --------------------------------------------- |
| 0 – 10.000 USD            | 4,95%                      | 4,75%                                          | 4,75%                                         |
| 10.001 – 100.000 USD      | 4,95%                      | 4,90%                                          | 4,90%                                         |
| 100.001 – 250.000 USD     | 4,95%                      | 4,95%                                          | 4,95%                                         |
| 250.001 USD – 350.000 USD | 4,95%                      | 7,75%                                          | 7,75%                                         |
| 350.001 – 500.000 USD     | 4,95%                      | 7,85%                                          | 7,75%                                         |
| 500.001 – 750.000 USD     | 4,95%                      | 7,85%                                          | 7,85%                                         |
| 750.001 – 1.000.000 USD   | 4,95%                      | 7,99% trên thu nhập ròng                       | 7,85%                                         |
| 1.000.001 USD trở lên     | 4,95%                      | 7,99% trên thu nhập ròng                       | 7,99% trên thu nhập ròng                      |

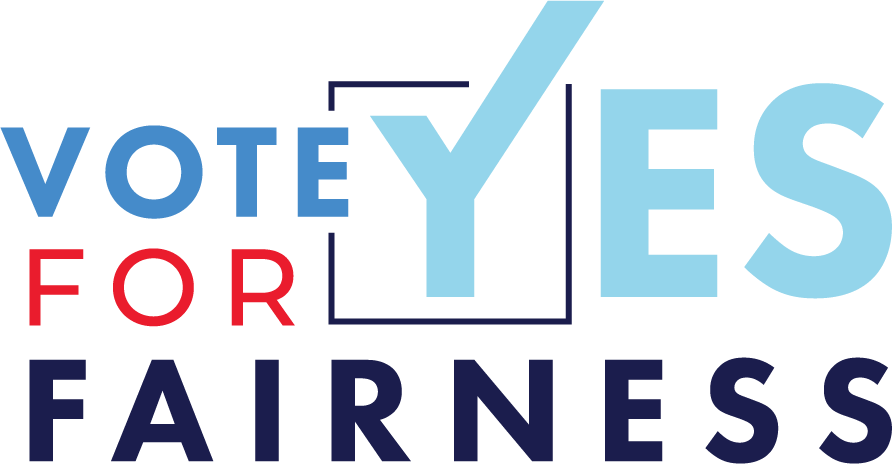
Biểu trưng kêu gọi ủng hộ chính sách thuế Fair Tax.

Theo thống kê với đề xuất này, các gia đình sẽ được cắt giảm thuế trên diện rộng. Ví dụ, một gia đình bốn người kiếm được 61.000 USD/một năm sẽ trả thuế thu nhập ít hơn 41 USD trước khi có bất kỳ khoản miễn hoặc khấu trừ thuế nào khác. Bên cạnh đó, sẽ có một khoản tín dụng thuế lên đến 100 USD cho mỗi trẻ em, cho những cá nhân kiếm được dưới 80.000 USD, hộ gia đình dưới 100.000 USD. Thuế suất doanh nghiệp sẽ tăng từ 7% lên 7,95%, bằng mức thuế suất cá nhân cao nhất. Ngoài ra, J. B. Pritzker muốn tăng khoản tín dụng thuế tài sản lên 6% từ mức 5% trước đó. Để thông qua đạo luật Fair Tax, ông đã quyên góp hơn 55 triệu USD để kêu gọi người dân. Việc thay đổi thuế đã gây ra một cuộc chiến giữa ông và Ken Griffin, người đã quyên góp hơn 50 triệu USD cho nhóm chống thay đổi thuế. Tỷ phú Ken Griffin chỉ trích đạo luật Fair Tax gây ảnh hưởng nghiêm trọng tới nhóm doanh nghiệp, doanh nhân; trong khi J. B. Pritzker tuyên bố rằng đề xuất thuế thu nhập mới sẽ mang lại 3,4 tỷ USD doanh thu từ thuế cho Illinois.

#### Người lao động
Về người lao động: ngày 19 tháng 2 năm 2019, ông đã ký thành luật dự luật tăng mức lương tối thiểu trên toàn tiểu bang lên 15 USD/giờ vào năm 2025, đưa Illinois trở thành tiểu bang thứ năm trong cả nước và là tiểu bang đầu tiên ở Trung Tây thực hiện chính sách này. Dự luật bao gồm khoản tín dụng thuế cho các doanh nghiệp nhỏ để giúp họ đối phó với chi phí lao động cao hơn và duy trì khả năng tính tiền boa của các chủ nhà hàng. Đến ngày 12 tháng 4, ông đã ký Đạo luật Collective Bargaining Freedom Act bảo vệ quyền của người sử dụng lao động, nhân viên và tổ chức lao động bằng việc thương lượng tập thể, đảm bảo rằng Illinois tuân thủ Đạo luật National Labor Relations Act của cả nước. Vào ngày 17 tháng 5, ông đã ký thêm luật hỗ trợ người lao động tiếp xúc với các chất độc hại.

#### Giải trí và chất kích thích
Về đánh bài: để giúp thanh toán hóa đơn chi tiêu vốn năm 2019, J. B. Pritzker đã lệnh cho phép mở rộng hoạt động cờ bạc, tức là cho phép nhiều sòng bạc hơn và cá cược thể thao được hợp pháp hóa. Tuy nhiên, điều này không có nghĩa là các sòng bạc mới có thể bắt đầu ngay lập tức xây dựng và cá cược thể thao mà phải thông qua một quá trình thủ tục phức tạp, kéo dài trong vài tháng trở lên, liên quan đến việc kiểm tra lý lịch tư pháp sâu rộng. Theo Văn phòng Thống đốc, cờ bạc sẽ mang lại thêm 350 triệu USD doanh thu mỗi năm. Về cần sa: Illinois đã thông qua Quy định về Cần sa và Đạo luật Thuế, hợp pháp hóa và điều chỉnh việc sản xuất, tiêu thụ và bán cần sa cho người lớn sử dụng. J. B. Pritzker đã ký luật thành luật đạo luật này. Illinois là tiểu bang thứ 11 trong liên minh hợp pháp hóa việc sử dụng cần sa để giải trí. Hồ sơ tội phạm của những cá nhân bị bắt giữ sở hữu dưới 30 gam sẽ được xóa; doanh thu thuế thu được từ việc bán cần sa sẽ được sử dụng để đầu tư vào các cộng đồng nghèo khó bị ảnh hưởng bởi chiến tranh chống ma túy và trong các chương trình phục hồi cho những người lạm dụng ma túy. Sau tháng đầu tiên được hợp pháp hóa vào tháng 1 năm 2020, việc bán cần sa đã tạo ra doanh thu thuế khoảng 10,4 triệu USD cho tiểu bang. Đến tháng 7, nó đã tạo ra cho tiểu bang hơn 52 triệu USD.

### Vấn đề xã hội

#### Nội bộ Illinois

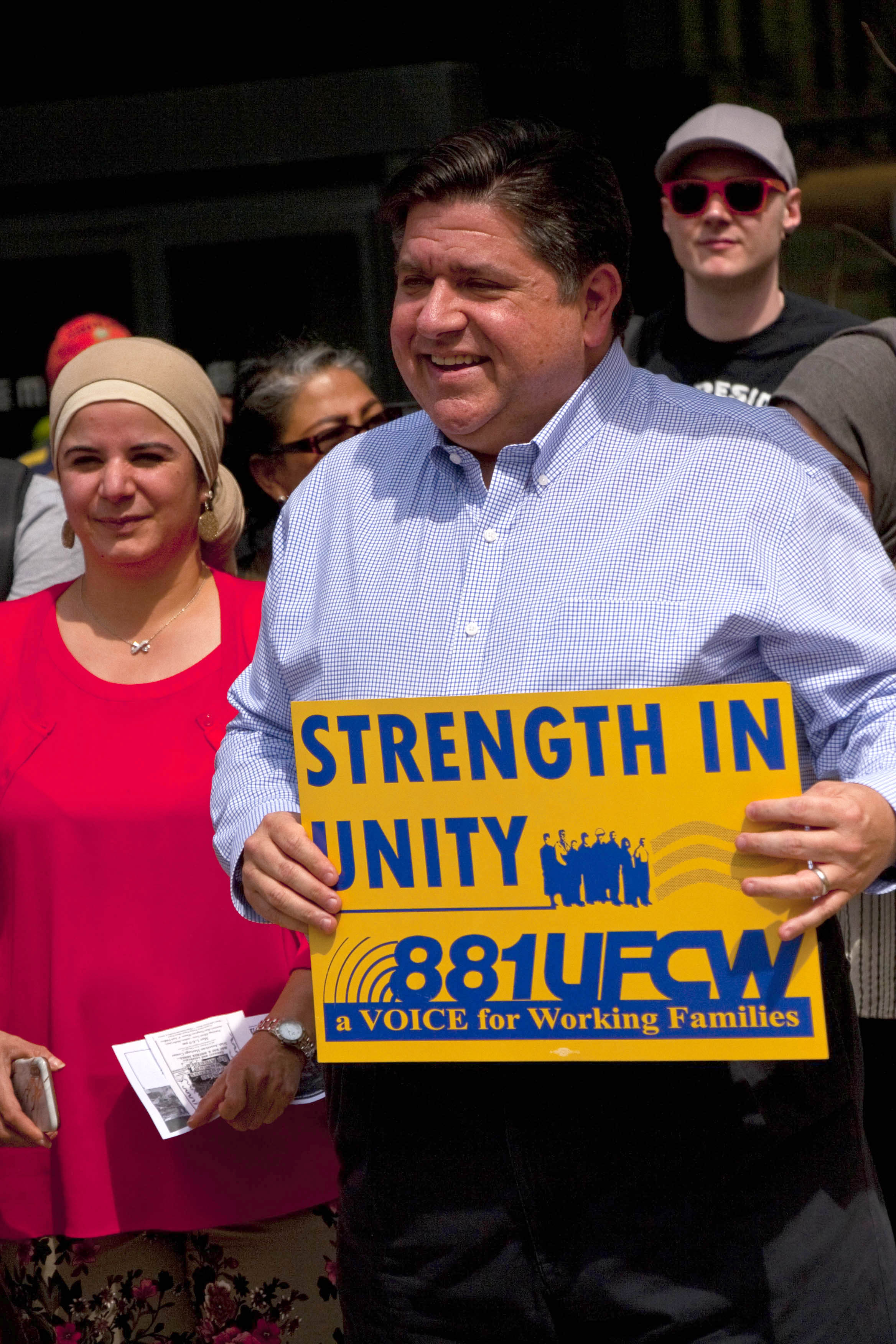
J. B. Pritzker tại đường phố Chicago trong ngày Quốc tế Lao động.

Về sinh sản: vào tháng 6 năm 2019, ông đã ký thành luật một dự luật bãi bỏ Luật Phá thai Illinois năm 1975. Dự luật mới này đảm bảo quyền cơ bản để đưa ra quyết định tự chủ về sức khỏe sinh sản của bản thân con người, cụ thể là quyền lựa chọn mang thai hay bỏ thai; từ chối các quyền độc lập của hợp tử, phôi thai hoặc thai nhi, tức những người phụ nữ ở Illinois không bị cấm phá thai, có thể phá thai dưới mọi hình thức. Đây là phong trào thuộc phe Đảng Dân chủ, J. B. Pritzker khuyến khích các tiểu bang phe Đảng Cộng hòa xem xét lại và khuyến khích những người phụ nữ ở tiểu bang cấm phá thai có thể tới Illinois. Dự luật này được ký vào thời điểm khi quyết định mang tính bước ngoặt của Tòa án Tối cao Roe v. Wade năm 1973 hợp pháp hóa việc phá thai trên toàn quốc bị thách thức, cuộc chiến phong trào ủng hộ cho phép phá thai và phong trào bảo thủ cấm phá thai của lưỡng Đảng. Về quyền của người LGBT: ông đã ký một lệnh yêu cầu các trường học trên toàn tiểu bang phải khẳng định và hòa nhập học sinh chuyển giới, phi nhị nguyên giới. Ông cũng yêu cầu Ủy ban Giáo dục Tiểu bang đi đầu trong vấn đề LGBT, bằng cách tiếp cận các nguồn lực liên quan đến quyền hợp pháp của người LGBT.
Về hình sự: ngày 01 tháng 4 năm 2019, Pritzker đã tạo ra hệ thống đặc xá cho thanh niên cho bang Illinois. Ông đã ký dự luật Senate Bill 1890, với mục tiêu trấn áp nạn buôn người, đòi hỏi các chủ doanh nghiệp dịch vụ khách sạn phải đào tạo nhân viên của họ trong việc nhận ra nạn nhân của nạn buôn người và các quy trình báo cáo với chính quyền địa phương; thiết lập các hình phạt đối với hành vi buôn người, bao gồm tiền phạt lên đến 100.000 USD và tội danh nghiêm trong cấp I. Vào tháng 7 cùng năm, ông đã ký một dự luật tăng hình phạt đối với những người lái xe gây tai nạn giao thông khi nhắn tin. Theo dự luật này, một người gây thương tích nghiêm trọng do vừa lái xe vừa nhắn tin có thể bị phạt ít nhất 1.000 USD và bị đình chỉ bằng lái xe trong một năm. Về vũ khí: ngày 17 tháng 1 năm 2019, ông đã ký một dự luật yêu cầu chứng nhận của tiểu bang đối với những người buôn súng, yêu cầu những người buôn bán súng phải đảm bảo an ninh cho các cửa hàng, thực hiện các khóa đào tạo hàng năm.

#### Vấn đề liên bang

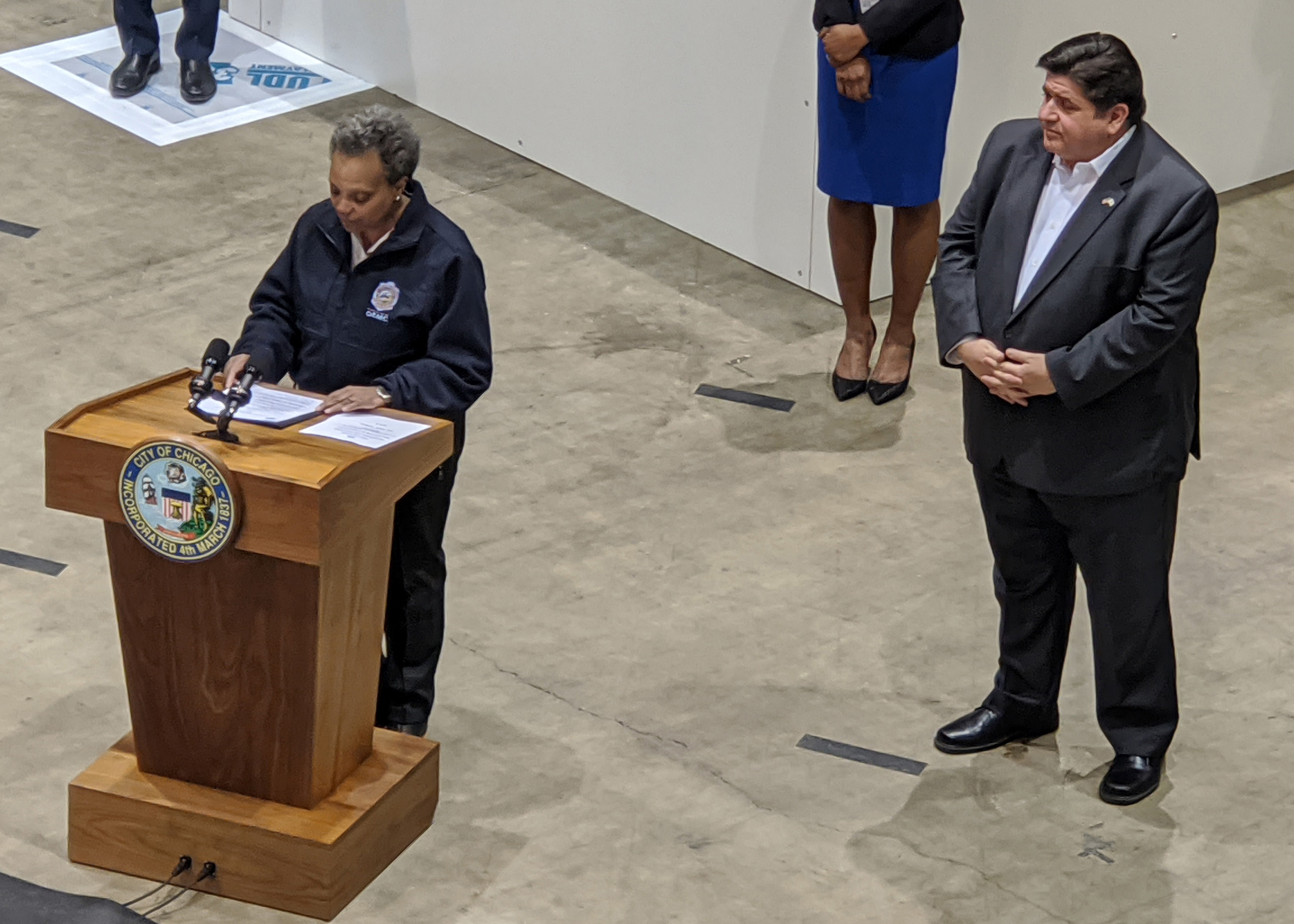
J. B. Pritzker (phải) cùng Thị trưởng Chicago Lori Lightfoot tại bệnh viện dã chiến trong Đại dịch COVID-19 năm 2020.

Về Đại dịch COVID-19: năm 2020, trong tình trạng đại dịch toàn cầu lan rộng thế giới và khắp nơi ở Hoa Kỳ, J. B. Pritzker đóng vai trò chỉ huy chống dịch ở tiểu bang Illinois. Ông đã thực hiện một số biện pháp để giảm thiểu Đại dịch COVID-19 ở Illinois, bao gồm: tuyên bố về thảm họa của tiểu bang; đóng cửa các trường học từ ngày 17 tháng 3 đến ngày 31 tháng 3; ban hành một lệnh giới hạn quy mô đám đông được phép ở mức năm mươi người; ban hành lệnh ở nhà trong thời điểm cao trao của dịch. Tính đề tháng 2 năm 2021, Illinois có tổng cộng 1,18 triệu ca nhiễm, hơn 22.000 người chết vì đại dịch; xu hướng đang giảm dần số ca nhiễm hằng ngày. Về di dân: ngày 24 tháng 1 năm 2019, ông đã ký một lệnh điều hành mở rộng ở Illinois cho người nhập cư và người tị nạn; hướng dẫn những người nhập cư thủ tục trở thành công dân và những người tị nạn tiếp cận với các dịch vụ chăm sóc sức khỏe, giáo dục, việc làm và pháp lý; cùng một dự luật khác cấm cảnh sát tiểu bang và địa phương hợp tác với Cơ quan Thực thi và Hải quan Nhập cư Hoa Kỳ (ICE) để trục xuất những người nhập cư bất hợp pháp. Những cá nhân không có giấy tờ mà tự nhận là người chuyển giới có thể nộp đơn xin hỗ trợ tài chính của bang. Về khí hậu: ông tham gia Liên minh Khí hậu Hoa Kỳ được thành lập sau khi Tổng thống Donald Trump rút Hoa Kỳ khỏi Hiệp định Khí hậu Paris.

## Lịch sử tranh cử
J. B. Pritzker trong sự nghiệp của mình tính đến năm 2021 chủ yếu tham gia tuyển cử Thống đốc Illinois, trở thành ứng cử viên của Đảng Dân chủ và thắng cử Thống đốc tiểu bang Illinois.

## Thiện nguyện
Bên cạnh là doanh nhân, chính trị gia, J. B. Pritzker là một nhà thiện nguyện cùng cả gia tộc. Ông là Chủ tịch Pritzker Family Foundation, tài trợ cho việc nghiên cứu và các chương trình tập trung hỗ trợ trẻ em nghèo. Dưới sự lãnh đạo của nhà kinh tế học từng đoạt giải Nobel James Heckman, ông đã hỗ trợ thành lập Hiệp hội Pritzker Consortium on Early Childhood tại Đại học Chicago. Cùng với Quỹ Bill & Melinda Gates, Quỹ trẻ thơ Buffett, Quỹ Irving Harris và Quỹ Gia đình George Kaiser, Quỹ Gia đình Pritzker đã ủng hộ sáng lập cho First Five Years Fund, một tổ chức tập trung sự quan tâm và nguồn lực trên toàn quốc vào chương trình chăm sóc và học tập sớm toàn diện, chất lượng cho trẻ em từ sơ sinh đến năm tuổi. Vào năm 2013, ông hợp tác với Ngân hàng Goldman Sachs để tài trợ cho trái phiếu xã hội đầu tiên dành cho giáo dục mầm non.
J.B. Pritzker cũng là Chủ tịch Bảo tàng và Trung tâm Giáo dục Holocaust Illinois, mở cửa vào năm 2009, ông đã lãnh đạo thành công chiến dịch gọi vốn và lên kế hoạch xây dựng một tổ chức quốc tế ở Trung Tây chuyên giảng dạy các bài học về diệt chủng Holocaust và các vụ diệt chủng khác. Ông là nhà tài trợ chính của Cambodia Tribunal Monitor, nguồn trực tuyến quan trọng nhất cho các tin tức và bình luận liên quan đến Tòa án Hình sự Quốc tế (ICC) được tạo ra để phán quyết phong trào Pol Pot thực hiện hành vi diệt chủng trong lịch sử. Ông từng là Chủ tịch Ủy ban Nhân quyền Illinois, được kế nhiệm bởi cựu cố vấn Nhà Trắng và Thẩm phán Liên bang Abner J. Mikva. Năm 2013, ông nhận được Giải thưởng Survivors' Legacy Award vì sự lãnh đạo của ông trong việc thành lập Bảo tàng và Trung tâm Giáo dục Holocaust Illinois. Ông đã nhận được Giải thưởng Spirit of Erikson Institute Award của Viện Erikson vì đã đóng góp cho trẻ em.
Năm 2007, ông và vợ đã quyên góp 5,0 triệu USD đến Đại học Nam Dakota để xây dựng Trung tâm Đại học Theodore R. và Karen K. Muenster để tưởng nhớ cha mẹ vợ ông. Vào ngày 22 tháng 10 năm 2015, Trường Luật Đại học Northwestern thông báo rằng hai vợ chồng J. B. Prizker đã đóng góp 100 triệu USD cho trường để vinh danh ông cố của gia tộc, Nicholas J. Pritzker. Ngôi trường 156 tuổi được đặt tên là Trường Luật Northwestern Pritzker.

## Đời tư
Năm 1993, J. B. Pritzker kết hôn với Mary Kathryn "MK" Muenster ở Nam Dakota, hai người gặp nhau ở Washington, D.C., khi bà làm trợ lý cho Thượng nghị sĩ Tom Daschle của Nam Dakota. Bà là một trong ba người con của Theodore R. và Karen Muenster, cha của bà tranh cử vào Thượng viện Hoa Kỳ năm 1990 không thành công. Họ sống ở khu phố Gold Coast của Chicago với hai người con là Donny Pritzker và Teddi Pritzker.